# NGC 7440
NGC 7440 је спирална галаксија у сазвежђу Андромеда која се налази на NGC листи објеката дубоког неба.
Деклинација објекта је + 35° 48' 11" а ректасцензија 22h 58m 32,5s. Привидна величина (магнитуда) објекта NGC 7440 износи 13,5 а фотографска магнитуда 14,4. NGC 7440 је још познат и под ознакама UGC 12276, MCG 6-50-14, MK 924, CGCG 515-15, NPM1G +35.0477, PGC 70152.